# Бьяджанти, Марко
Ма́рко Бьяджа́нти (итал. Marco Biagianti; 19 апреля 1984, Флоренция) — итальянский футболист, полузащитник клуба «Катания».

## Карьера
Марко Бьяджанти воспитанник клуба «Фиорентина», за который он болел с детства. Оттуда он перешёл, на правах аренды, в «Фано», выступавшем в серии С2. Там футболист провёл 1 сезон, сыграв в 30 матчах. В 2004 году Бьяджанти был арендован клубом серии С1 «Кьети», где сыграл 27 матчей и забил 1 гол. Проведя 1 игру в сезоне 2005/06 за «Кьети», Марко перешёл в «Про Васто». В этом клубе футболист играл полтора года; в нём же он получил первую тяжёлую травму в карьере — растяжение мышц левого бедра.
В январе 2007 года Бьяджанти перешёл в «Катанию». 7 апреля 2007 года он дебютировал в составе команды в матче серии А с «Ромой» (0:2). В том же сезоне он сыграл ещё одну игру за клуб, в последнем туре с «Кьево» (2:0). В сезоне 2007/08 футболист стал чаще выходить на поле: он сыграл в 18 матчах. На следующий год главный тренер команды, Вальтер Дзенга, стал доверять футболисту. Он сыграл 34 из 28 игр чемпионата. По окончании сезона футболистом активно интересовался «Дженоа», но сделка не состоялась. В начале сезоне 2009/10 Бьяджанти забил первый мяч за клуб, 30 августа поразив ворота «Пармы» (1:2). В июне полузащитник продлил контракт с клубом до 2014 года. Летом 2010 года в услугах Марко заинтересовался «Палермо», но предложения сицилийцев не устроило руководство «Катании», сам игрок также не хотел покидать команду, а увеличивать предложение президент «Палермо», Маурицио Дзампарини не пожелал. Также игроком интересовались в «Фиорентине», «Дженоа» и «Сампдории». Футболист сказал: «Я очень рад тому, что остался в „Катании“. Я чувствую, что я готов начать новое приключение с этой командой. Конечно, я мечтаю попасть в состав национальной сборной, однако на первом месте у меня стоит Катания».

## Международная карьера
28 мая 2009 года Бьяджанти впервые был вызван в состав сборной Италии на товарищеский матч 6 июня с Северной Ирландией, но в матче футболист не выходил на поле. Летом агент Бьяджанти, Роберто ло Флорио, сказал: «Я удивлюсь, если новый тренер „скуадры адзурры“ проигнорирует его кандидатуру во время летних сборов. По моему мнению, более ценного игрока, чем Бьяджанти в рядах сборной попросту нет». В октябре 2010 года новый главный тренер сборной, Чезаре Пранделли, начал наблюдать за игрой Марко, надеясь привлечь его к матчам сборной.